# Энрикес, Карл
Ка́рл Энри́кес (нидерл. Carl Henriquez; род. 8 августа 1979) — тяжелоатлет из Арубы, выступающий в сверхтяжёлой весовой категории. Участник Олимпийских игр в Лондоне.

## Биография
На Олимпиаду в Лондоне Энрикес не смог отобраться по спортивному принципу (в его личный рекорд в сумме двоеборья составлял 282 кг, что меньше необходимого норматива в 300кг), но получил специальное приглашение от организаторов, что дало ему возможность выступить в состязаниях в весовой категории свыше 105 кг на Олимпиаде. Он стал единственным тяжелоатлетом из Арубы, выступавшим на Играх.
На соревнованиях он выступал в более слабой подгруппе «В». В рывке Энрикес поднял 122 килограмма в лучшей попытке и не смог в последнем подходе взять 127 кг. В толчке удачной оказалась только вторая попытка, в которой он взял 160 кг. Показав итоговую сумму в 282 кг Энрикес занял последнее, 18-е место. При этом ближайшему конкуренту — камерунцу Фредерику Фокеджу  он уступил 80 килограмм, а победившему Бехдаду Салими из Ирана и вовсе 173 кг.